# Vexilología

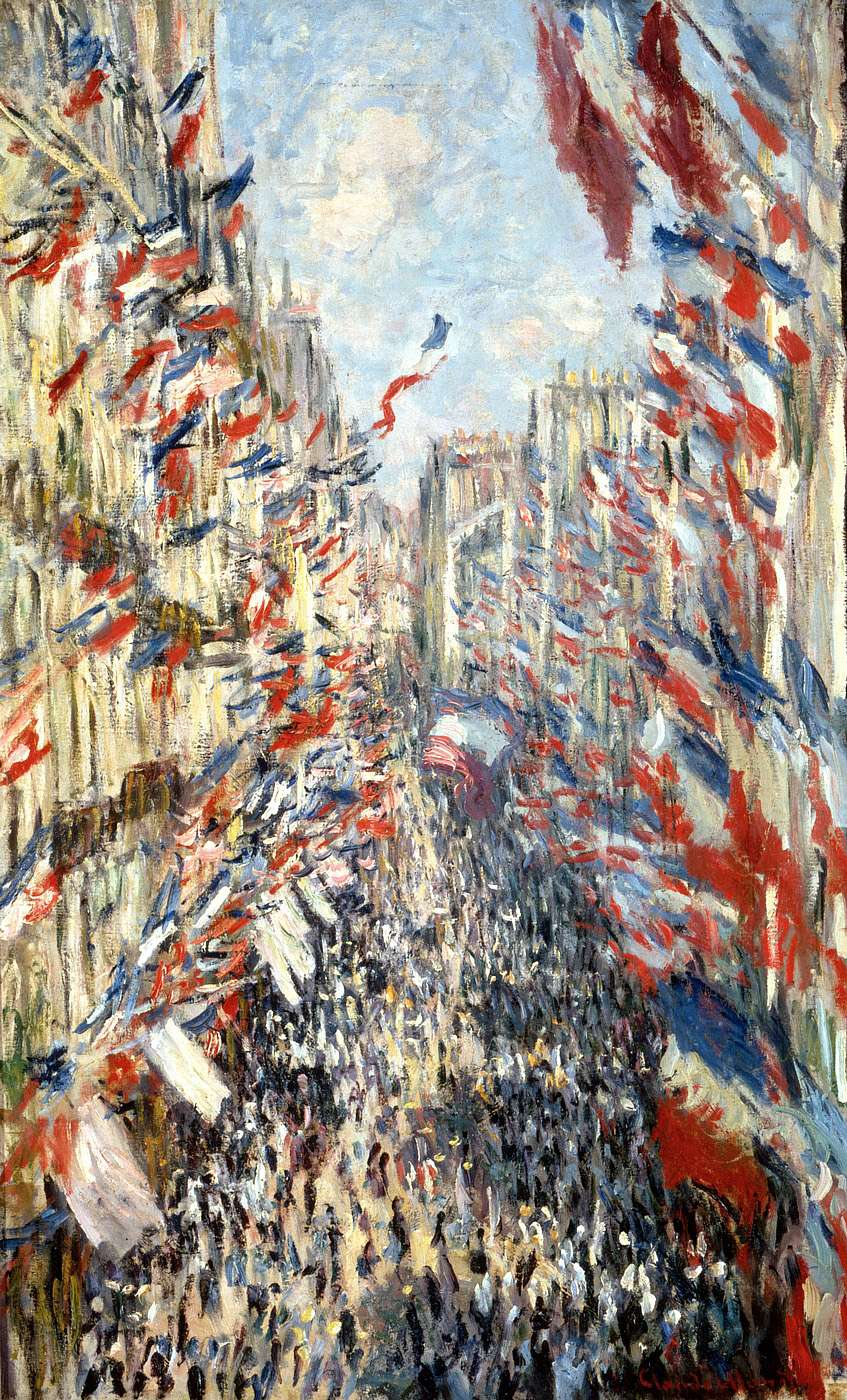
La calle Montorgueil de Claude Monet.

La vexilología (del latín vexillum, 'bandera', y del griego λόγος, logos, 'conocimiento') es el estudio de las banderas en su más amplio sentido. Como «Ciencia de las Banderas», la define el vexilólogo y genealogista español Vicente de Cadenas y Vicent. Es una disciplina auxiliar de la historia, aunque hoy día se entiende también su relevancia como parte de la semiótica. A la persona dedicada a esta actividad se la denomina vexilólogo. 
Antes de la aparición de la vexilología la Heráldica era la disciplina que se ocupaba de las banderas.

## Historia

Bandera de la FIAV.

Se trata de una disciplina joven, principalmente desarrollada a partir de la segunda mitad del siglo XX, cuando el alemán Ottfried Neubecker comenzó a denominarla Flaggenkunde. Sin embargo, fue el estadounidense Whitney Smith, profesor de Ciencias Políticas de la Universidad de Boston, quien le dio el impulso definitivo, al acuñar el término en inglés vexillology en 1957 y publicarlo en papel por primera vez en 1958, en la revista The Arab World (vol 5, n.º 10, octubre de 1958, pp. 12-13). El término fue posteriormente aceptado por la Real Academia Española gracias a la gestión de la Sociedad Española de Vexilología.
Los vexilólogos se agrupan en varias asociaciones bajo la Federación Internacional de Asociaciones Vexilológicas (FIAV). La FIAV organiza un congreso internacional de vexilología cada dos años.
En el pasado, el estudio de las banderas se consideraba parte de la heráldica (el «estudio de los escudos de armas o blasones»). En esta disciplina también existen sociedades nacionales y se han celebrado congresos internacionales, pero no existe, hasta el día de hoy, un organismo internacional similar a la Federación Vexilológica.